# Margaret Fountaine
Margaret Elizabeth Fountaine (Norwich, 16 de mayo de 1862-colonia de Trinidad y Tobago, Indias Occidentales Británicas, 21 de abril de 1940) fue una lepidopterista victoriana y una ilustradora consumada de historia natural, tenía un gran amor y conocimiento de las mariposas, viajando y coleccionando extensamente a través de Europa, Sudáfrica, India, Tíbet, América, Australia y las Antillas, publicando numerosos artículos sobre su trabajo en  la revista entomológica The Entomologist's Record and Journal of Variation. También es conocida por sus diarios personales, que fueron editados en dos volúmenes y publicados póstumamente. 
Ella crio muchas de las mariposas de huevos u orugas, produciendo especímenes de gran calidad, 22,000 de los cuales se encuentran en el Museo del Castillo de Norwich y conocidos como la Colección Fountaine-Neimy. Sus cuatro cuadernos de bocetos de ciclos de vida de mariposas se llevan a cabo en el Museo de Historia Natural de Londres. El género de mariposas Fountainea fue nombrado en su honor.

## Biografía
Fountaine nació en Norwich, fue la mayor de siete hijos de un clérigo inglés, el reverendo John Fountaine de la parroquia de South Acre en Norfolk. John Fountaine se había casado con Mary Isabella Lee (fallecida el 4 de julio de 1906) el 19 de enero de 1860; era hija del reverendo Daniel Henry Lee-Warner de la abadía de Walsingham en Norfolk. Después de la muerte de su padre en 1877, la familia se trasladó a Norwich. 

## Práctica científica

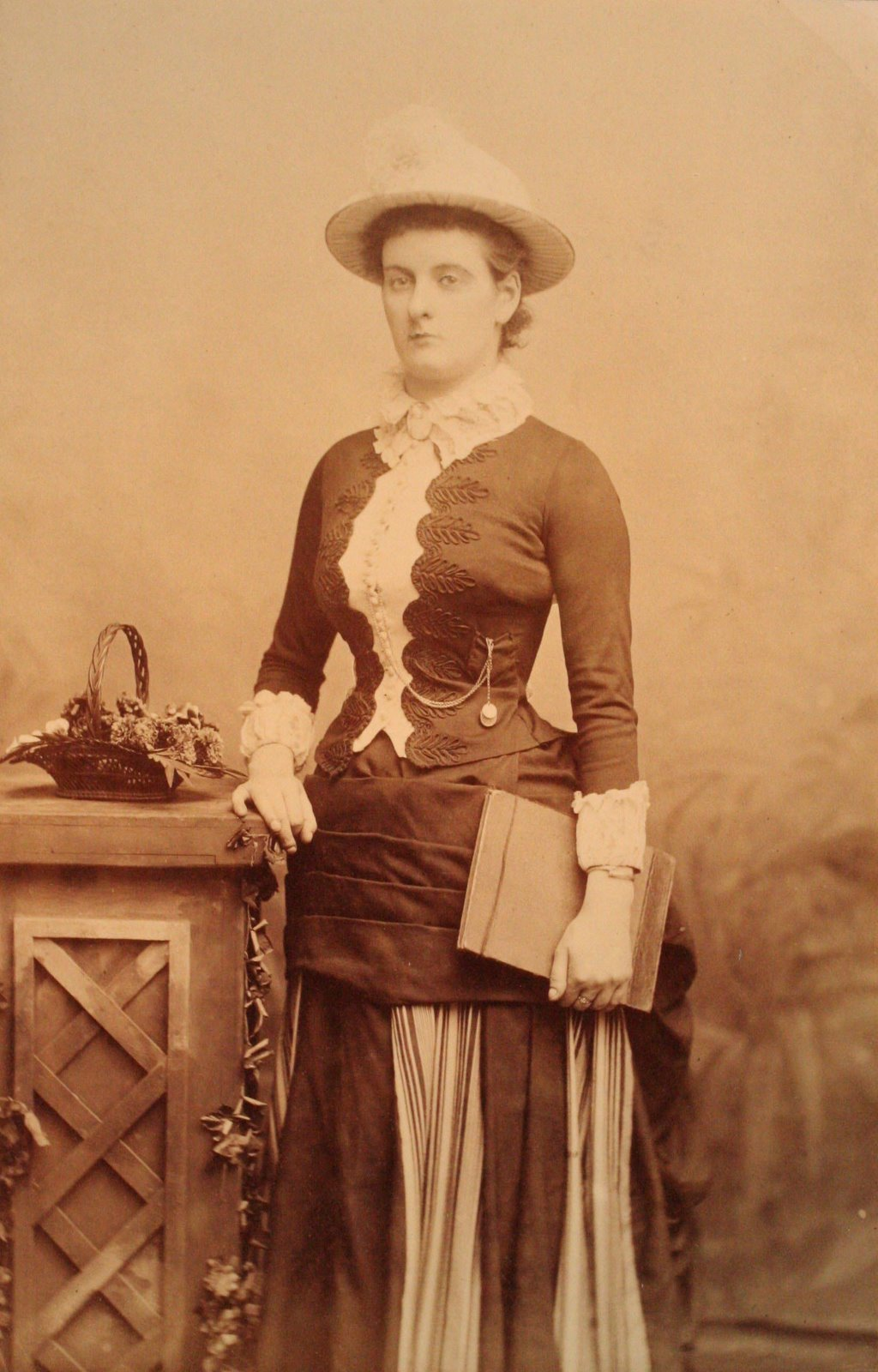
Margaret Fountaine en 1886

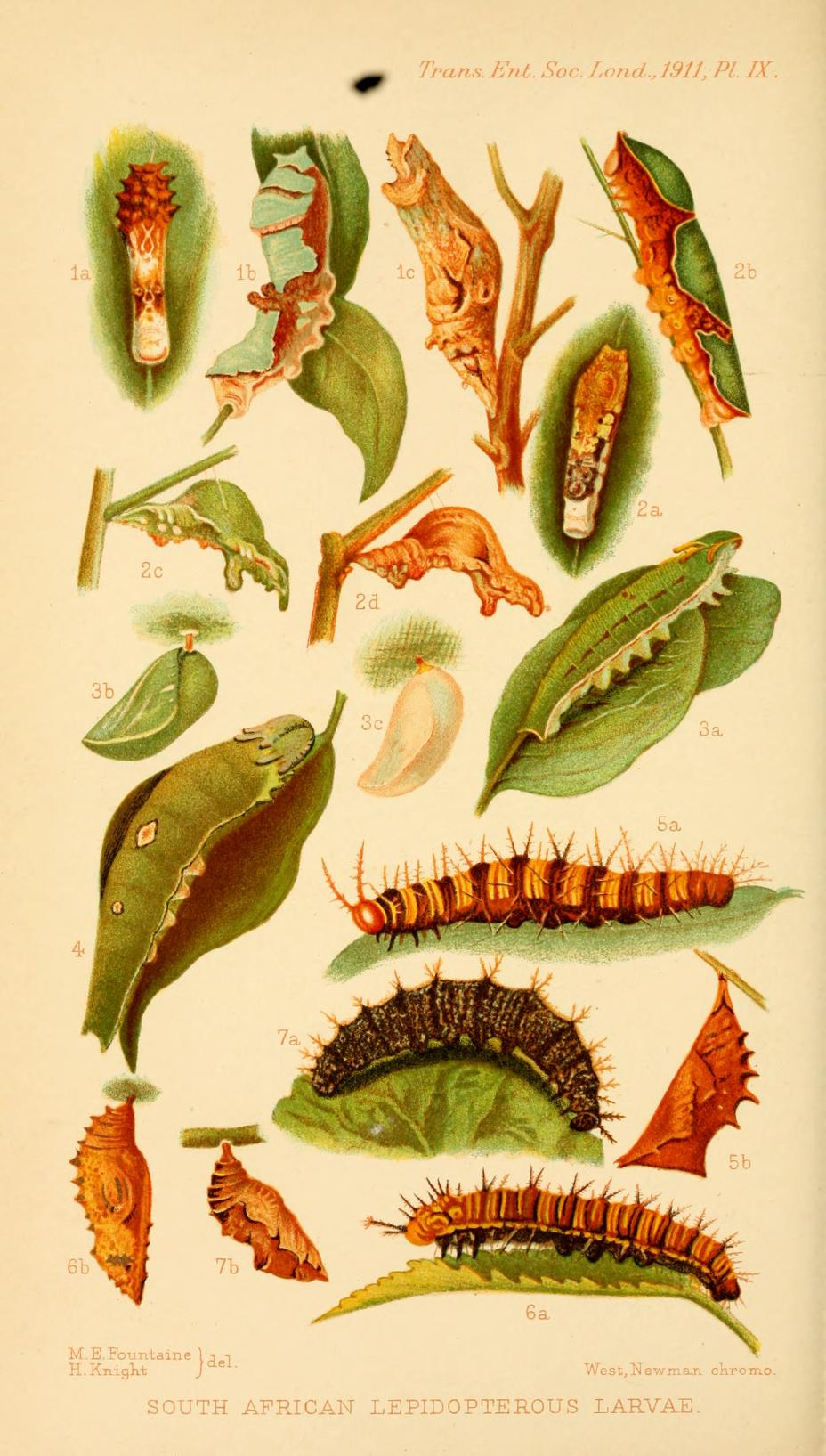
Larvas y Pupae de Rhopalocera sudafricana

Fountaine viajó por el mundo, recolectando mariposas en sesenta países en seis continentes durante cincuenta años, y se convirtió en un experta en los ciclos de vida de las mariposas tropicales. Fountaine realizó la mayor parte de su trabajo recolectando mariposas solo. En los veranos volvería a Inglaterra para organizar su colección de mariposas. Fountaine compiló informes y dibujos de las mariposas que encontró y las envió a revistas entomológicas. Sin embargo, muchos de sus descubrimientos de mariposas tropicales no fueron escritos.
A los 27 años, Fountaine y sus hermanas se independizaron financieramente, al haber heredado una considerable suma de dinero de su tío. Fountaine y su hermana viajaron a Francia y Suiza, confiando en el Manual Turístico de Thomas Cook & Son. En Suiza, Fountaine sintió el deseo de adquirir especímenes de las mariposas Scarce Swallowtail y Camberwell Beauty al descubrirlas en los valles. Su interés por la entomología seria creció y comenzó a usar el linneano en lugar de los nombres comunes de mariposas en su diario. De vuelta en Inglaterra, en el invierno de 1895, visitó la finca de Henry John Elwes. Elwes era un viajero científico experimentado y vicepresidente de la Royal Horticultural Society, además de miembro de la Royal Society. Su colección de especímenes de mariposas era la colección privada más grande del país, y Fountaine sintió que sus esfuerzos entomológicos eran infantiles en comparación.
Inspirada, viajó a Sicilia con declaradas ambiciones entomológicas. Fue la primera coleccionista de mariposas británica que desafió a la Briganda del sur de Italia. En Sicilia contactó con el lepidopterista Enrico Ragusa y su investigación en Sicilia condujo a su primera publicación sobre el tema en The Entomologist's Record and Journal of Variation en 1897. En el artículo, compartió el conocimiento original de los hábitats locales y las variedades de mariposas de Sicilia. Su artículo fue discutido en números posteriores de The Entomologist. En 1897, varios de sus especímenes fueron admitidos en la colección del Museo Británico, que solo aceptaba especímenes de extraordinaria calidad.
Después de su expedición a Sicilia, Fountaine se convirtió en una coleccionista de buena reputación y formó relaciones profesionales con lepidópteros en el Departamento de Historia Natural del Museo Británico. En 1898 viajó a Trieste y se encontró con entomólogos en Hungría, Austria y Alemania. Su segundo artículo en The Entomologist fue sobre la variación de especies. En 1899 fue en una expedición a los Alpes franceses, donde se encontró con Elwes, cuyo libro de referencia sobre mariposas europeas usó. Fountaine comenzó a recolectar orugas en los Alpes franceses, que cría para producir especímenes de mariposas adultas. En artículos posteriores en The Entomologist, escribió sobre plantas alimenticias, plantas hospederas y las condiciones ambientales que se necesitaban para cultivar especímenes de mariposas perfectos. De vuelta en Gran Bretaña, Elwes la elogió por la calidad de su trabajo y su colección. En su diario, escribió: "Sin embargo, sé que si no convertí mis largos días de trabajo en una explicación científica cuando tuve la oportunidad, ¿para qué más me he esforzado?".
En 1898 fue elegida miembro de la Royal Entomological Society y participó en las reuniones. En sus diarios, señaló: "Sé muy bien que soy la única representante de mi sexo presente, con la excepción de una dama visitante". En el verano de 1900, ella y Elwes recolectaron mariposas en Grecia y publicaron un informe de sus hallazgos en The Entomologist. Ella cooperó con Elwes en su exposición de Lepidópteros griegos.
El dinero que había heredado de su tío le permitió viajar mucho y expandir su colección. Sin embargo, es difícil establecer fechas exactas para sus expediciones científicas, ya que viajó principalmente sin pasaporte y no registró las fechas de llegada o salida en su diario. Sin embargo, entre 1901 y su muerte en 1940 se pueden establecer varias expediciones importantes. En 1901 se fue a una expedición a Siria y Palestina que condujo a una publicación en The Entomologist. En el artículo, habló sobre la cría de especies raras de mariposas. En Siria contrató al dragoman Khalil Neimy, quien se convertiría en su compañero de viaje. En 1903 se fue de expedición a Asia Menor y regresó a Constantinopla con casi 1,000 mariposas. Sus artículos en The Entomologist sobre la expedición discutieron las influencias estacionales y geográficas en las especies de mariposas, provocando notas y cartas sobre el tema en números posteriores.
En 1904 y 1905 estuvo en expediciones científicas en Sudáfrica y Rhodesia. Allí escribió e ilustró libros de bocetos para documentar huevos, orugas y crisálidas. Norman Riley, quien pasó a ser el jefe del Departamento de Entomología en el Museo Británico, dijo que "estos cuadernos de bocetos se hicieron de la manera más bella e ilustraron la metamorfosis de muchas especies que no habían sido conocidas previamente por la ciencia". Su investigación sobre los ciclos de vida, las plantas alimenticias y los tiempos estacionales de los cambios en la piel y el color se publicó en Transactions of the Entomological Society. Este artículo altamente científico fue revisado y alabado por entomólogos. Cuando regresó a Londres, Fountaine colocó sus especímenes africanos. Posteriormente, se fue de expedición a los Estados Unidos, América Central y el Caribe. En Kingston, Jamaica, dio una charla en el Club de Naturalistas de Kingston sobre "La sagacidad de las orugas".

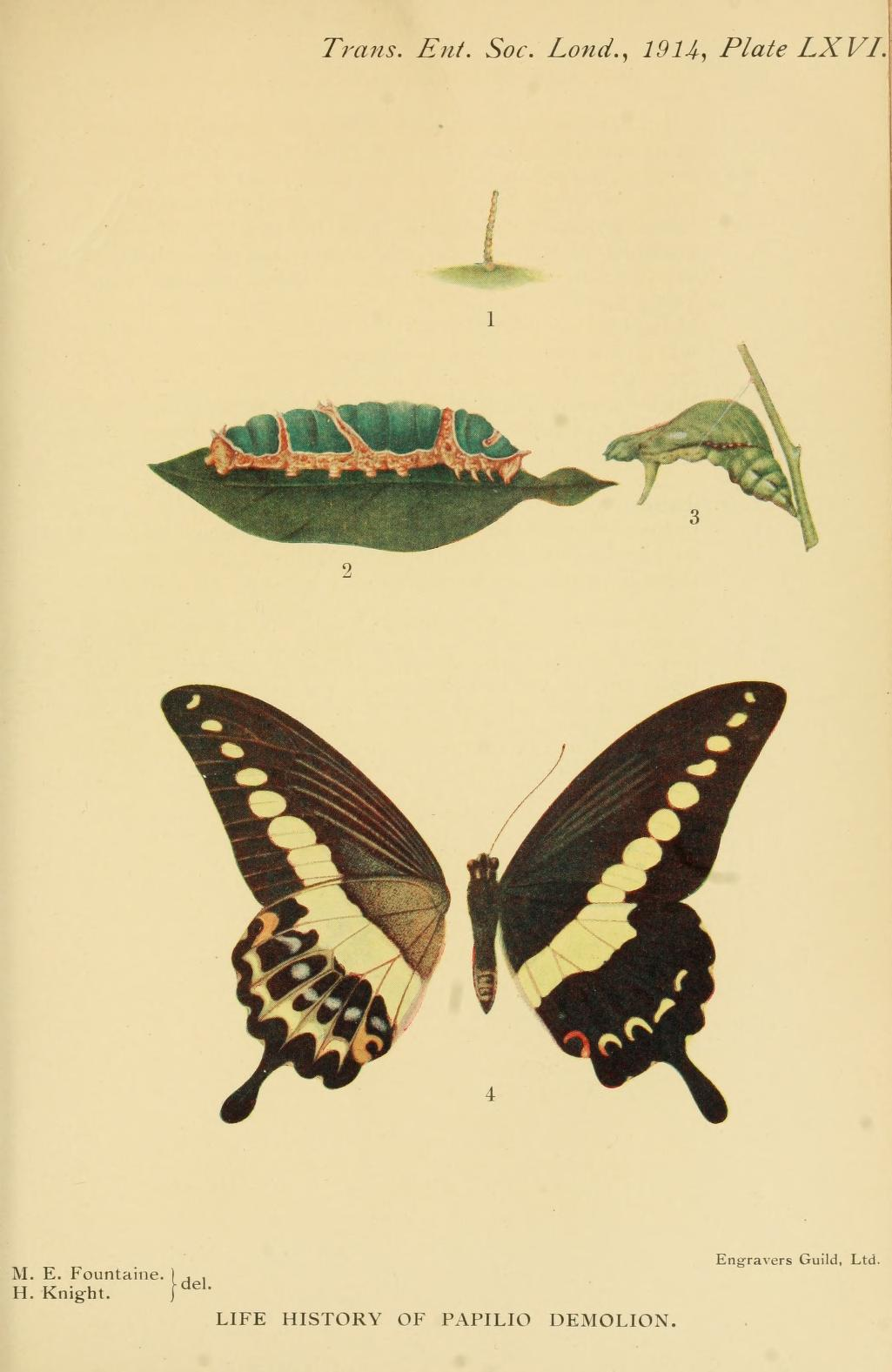
Papilio demolion

Las sociedades científicas de Gran Bretaña habían excluido históricamente a las mujeres. Al igual que la Royal Entomological Society, la Botanical Society of London y la Zoological Society solo admitieron mujeres en la primera mitad del siglo XIX. Pero cuando Fountaine asistió al Segundo Congreso Internacional de Entomología celebrado en Oxford en 1912, fue invitada por Edward Poulton, presidente de la Sociedad Linneana, para unirse formalmente a la sociedad. Esto marcó el apogeo de su carrera entomológica. 15 años antes, Beatrix Potter no había podido asistir a una lectura de su propio periódico en la sociedad porque era una mujer. La botánica Marian Farquharson había solicitado a las sociedades eruditas que admitieran mujeres. La petición de Farquharson llevó a los miembros de la Sociedad Linneana a someter el asunto a votación en 1903. Se permitieron las mujeres, y en 1904 se votó a 15 posibles mujeres.

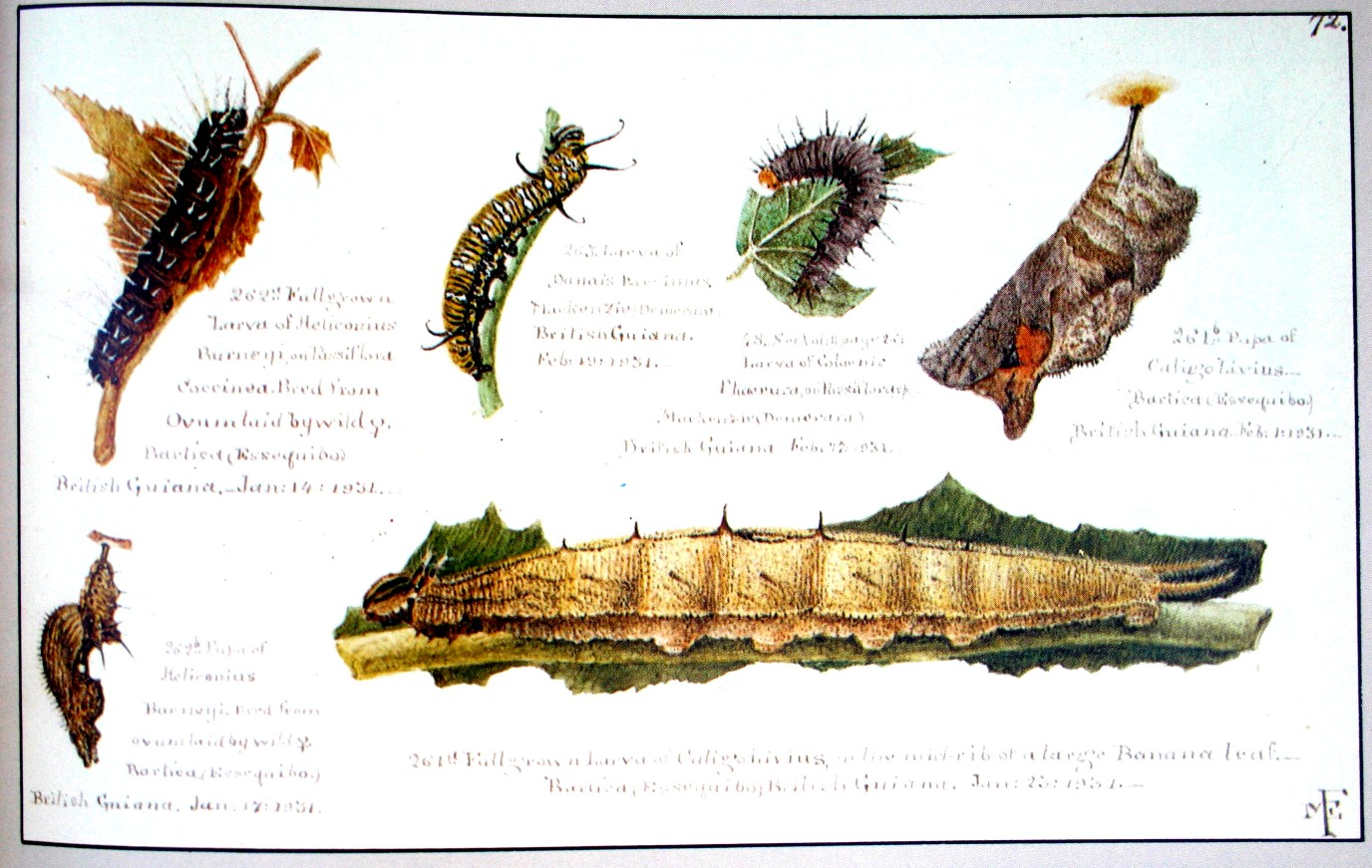
Crisálidas y larvas de mariposas de la Guayana Británica

En el período previo a la Primera Guerra Mundial, Fountaine estaba en expedición en India, Ceilán, Nepal y el Tíbet. En el viaje produjo acuarelas de orugas y mariposas, que fueron publicadas en The Entomologist. Durante la guerra, Fountaine viajó a los EE. UU. Y en 1917 publicó artículos sobre su colección mientras trabajaba como voluntaria para la Cruz Roja. En 1918 se quedó sin dinero porque no podía enviar su dinero a los Estados Unidos. Por lo tanto, aceptó el trabajo remunerado en especímenes del Establecimiento de Ciencias Naturales del Barrio. Después de la guerra, la última expedición entomológica de Fountaine fue a Jalil en Filipinas. Se publicó un informe de la expedición en The Entomologist y 50 años después serviría como referencia para el trabajo de conservación.
Fountaine tenía más de sesenta años y, mientras continuaba viajando para expediciones, centró sus esfuerzos en las acuarelas y el coleccionismo. Solo publicó una nota ocasional sobre las expediciones en The Entomologist. Viajó a África occidental y oriental, Indochina, Hong Kong, los estados malayos, Brasil, las Antillas y Trinidad. Sus cartas a Riley revelan que ella estaba buscando especímenes raros. A los 77 años sufrió un ataque al corazón en Trinidad. Según los informes, fue encontrada muerta en un camino en el Monte San Benito, con una red de mariposas en la mano. El monje benedictino que la descubrió, el hermano Bruno, llevó su cuerpo de regreso a Pax Guest House, donde se encontraba en ese momento. Fue enterrada en una tumba sin nombre en el cementerio Woodbrook, Puerto España, Trinidad. 

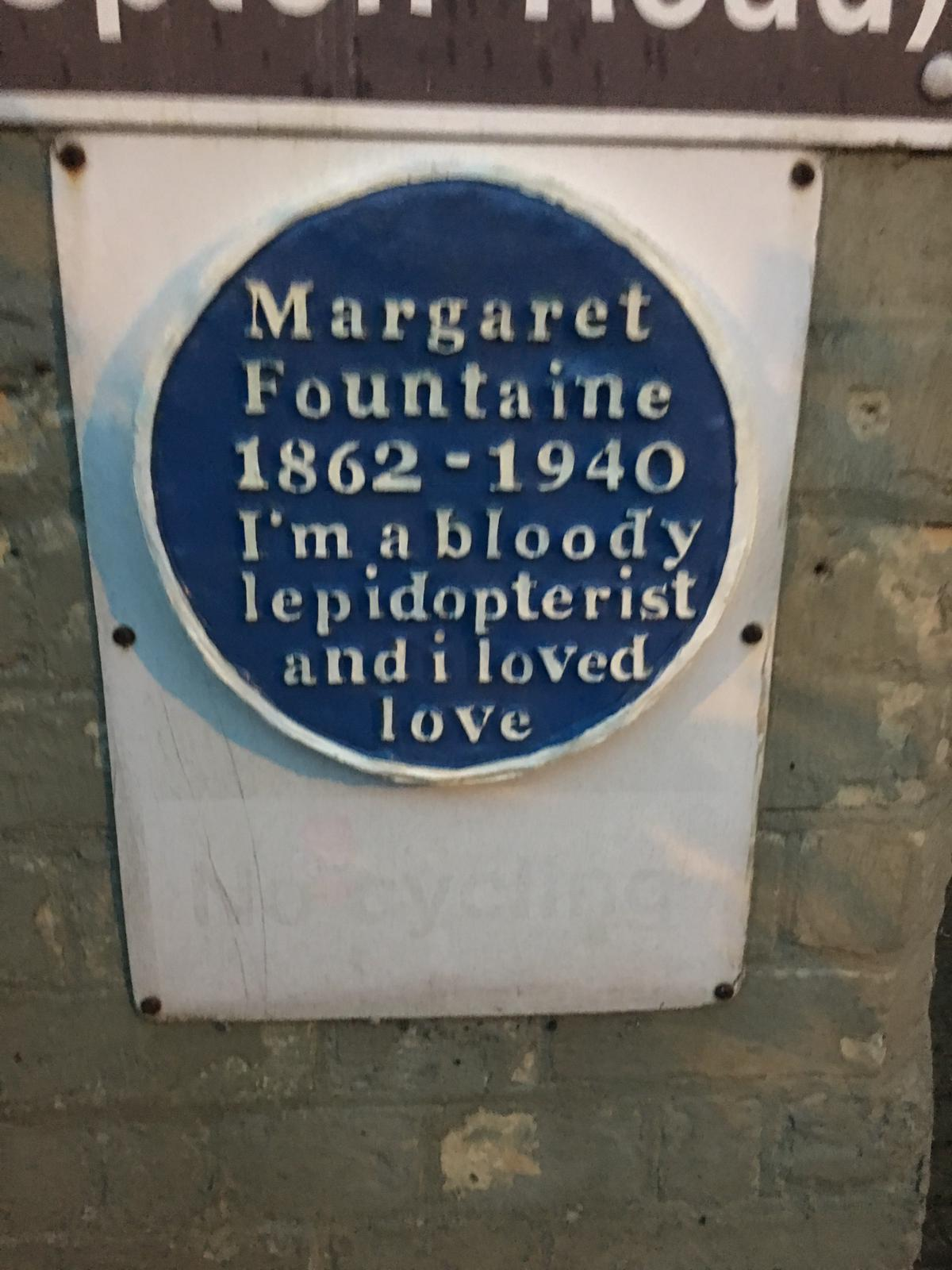
Placa azul no oficial de Norwich que conmemora a Margaret Fountaine

Fue después de su muerte que adquirió notoriedad, cuando su colección y sus diarios fueron descubiertos. Después de su muerte, su talento literario y artístico para dibujar mariposas se hizo más conocido. Dejó una gran colección de acuarelas científicamente precisas al Museo Británico de Historia Natural.

## Colección de mariposas
La extensa colección de mariposas de Fountaine solo se abrió 38 años después de su muerte. De acuerdo con su testamento, fue depositado en el Museo del Castillo de Norwich el año de su muerte.También había previsto que la colección solo se abriría en 1978. Se habían depositado una caja y diez vitrinas con más de 22 000 muestras.

### Diarios
En la caja que se abrió junto a su colección de mariposas estaban los diarios de Fountaine. Había escrito doce grandes volúmenes de libros encuadernados en tela con unas 3.203 páginas y más de un millón de palabras, mostrando una mezcla de reserva victoriana y sorprendente franqueza. Los diarios fueron editados por el editor asistente del Sunday Times WF Cater en dos libros, publicados bajo el título Love Among the Butterflies.
Cater editó una versión abreviada de 340 páginas de sus diarios. El trabajo científico y la carrera de Fountaine se redujeron a sus actividades como coleccionista de mariposas. Cater compiló una selección de pasajes sobre romance y viajes, mientras que el trabajo de recolectar, criar y montar especímenes se hizo corto. El excurador principal de Historia Natural en el Museo del Castillo de Norwich, el Dr. Tony Irwin, anunció la existencia de los diarios y comenzó a promover la vida romántica de Fountaine por encima de su contribución entomológica. Opinaba que su colección de mariposas "no era sobresaliente" y dijo que "era una chica enamorada" que "buscó refugio en la búsqueda de mariposas". Una biografía reciente de Fountaine de Natascha Scott-Stokes dibuja una imagen similar, condenando a Fountaine como "dama oscura aficionada" trotamundos.
Durante la vida de Fountaine, la entomología estuvo muy de moda entre los ricos en Gran Bretaña, y las sociedades de historia natural tuvieron mucho éxito. Las publicaciones naturalistas ya no fueron producidas solo por científicos de élite. Una publicación científica popular fue el libro de 1879 de Emma Hutchinson "Entomología y botánica como búsquedas para damas", que animaba a las mujeres a estudiar mariposas en lugar de simplemente coleccionarlas. La historia natural fue particularmente popular entre las mujeres en la época victoriana. Lejos de ser excéntrico, el trabajo de Fountaine como entomóloga siguió los pasos de las mujeres científicas victorianas aficionadas. Una encuesta de The Entomologist's Record y Journal of Variation revela que todas las ediciones, excepto la edición de 1917 y la de 1925, tienen contribuciones de artículos de mujeres. Sin embargo, fue pionera en sociedades científicas. En 1910, la Royal Entomological Society solo tenía seis mujeres.

## Epónimos
En 1971, AHB Rydon nombró al género mariposa Fountainea en honor a Fountaine. Kenneth J. Morton nombró a la especie Odonata Ischnura fountainei en honor a Fountain después de que ella recolectó el espécimen tipo de la especie.